# Campeonato Mundial de Piragüismo en Aguas Tranquilas de 2021
El XLVI Campeonato Mundial de Piragüismo en Aguas Tranquilas se celebró en Copenhague (Dinamarca) entre el 16 y el 19 de septiembre de 2021 bajo la organización de la Federación Internacional de Piragüismo (ICF) y la Federación Danesa de Piragüismo.
Las competiciones se realizaron en el canal de piragüismo acondicionado en el lago Bagsværd, al norte de la capital danesa.

## Medallistas

### Masculino
| Evento            | Oro                                                                                  | Plata                                                                                         | Bronce                                                                            |
| ----------------- | ------------------------------------------------------------------------------------ | --------------------------------------------------------------------------------------------- | --------------------------------------------------------------------------------- |
| K1 200 m (19.09)  | Andrea Di Liberto · Italia · 34,78 s                                                 | Petter Menning · Suecia · 34,81 s                                                             | Roberts Akmens Letonia 34,95 s                                                    |
| K1 500 m (19.09)  | Mikita Borykau · Bielorrusia · 1:38,87                                               | João Ribeiro Portugal 1:39,88                                                                 | Moritz Florstedt · Alemania · 1:40,04                                             |
| K2 500 m (19.09)  | Marcus Walz · Rodrigo Germade · España · 1:29,04                                     | Tobias-Pascal Schultz · Martin Hiller · Alemania · 1:30,01                                    | Samuel Baláž · Denis Myšák · Eslovaquia · 1:30,09                                 |
| K4 500 m (18.09)  | Oleh Kujaryk · Dmytro Danylenko · Ihor Trunov · Ivan Semykin · Ucrania · 1:20,19     | Samuel Baláž · Denis Myšák · Csaba Zalka · Adam Botek · Eslovaquia · 1:20,59                  | Jakub Špicar · Daniel Havel · Jan Vorel · Radek Šlouf · República Checa · 1:20,69 |
| K1 1000 m (18.09) | Fernando Pimenta Portugal 3:25,82                                                    | Bálint Kopasz · Hungría · 3:26,49                                                             | Aleh Yurenia · Bielorrusia · 3:30,47                                              |
| K2 1000 m (18.09) | Dennis Kernen · Martin Nathell · Suecia · 3:13,70                                    | Simon Schuldt-Jensen Morten Graversen Dinamarca 3:14,46                                       | Bálint Noé · Tamás Kulifai · Hungría · 3:14,83                                    |
| K1 5000 m (19.09) | Bálint Noé · Hungría · 20:02,96                                                      | Fernando Pimenta Portugal 20:03,19                                                            | Mads Pedersen Dinamarca 20:13,25                                                  |
| C1 500 m (19.09)  | Conrad Scheibner · Alemania · 1:46,55                                                | Martin Fuksa · República Checa · 1:47,58                                                      | Oleg Tarnovschi · Moldavia · Carlo Tacchini · Italia · 1:48,50                    |
| C2 500 m (19.09)  | Nicolae Craciun · Daniele Santini · Italia · 1:39,90                                 | Jonatán Hajdu · Ádám Fekete · Hungría · 1:40,20                                               | Viktor Melantiev · Vladislav Chebotar · RFC · 1:40,92                             |
| C4 500 m (18.09)  | Vitali Verheles · Andri Rybachok · Yuri Vandiuk · Taras Mishchuk · Ucrania · 1:31,20 | Aleksander Kitewski · Arsen Śliwiński · Michał Łubniewski · Norman Zezula · Polonia · 1:31,31 | Pavel Petrov · Mijail Pavlov · Viktor Melantiev · Ivan Shtyl · RFC · 1:31,55      |
| C1 1000 m (18.09) | Conrad Scheibner · Alemania · 3:50,73                                                | Martin Fuksa · República Checa · 3:51,39                                                      | Balázs Adolf · Hungría · 3:51,69                                                  |
| C2 1000 m (18.09) | Kiril Shamshurin · Vladislav Chebotar · RFC · 3:32,83                                | Wiktor Głazunow · Tomasz Barniak · Polonia · 3:34,38                                          | Serguey Torres Madrigal · Fernando Jorge Enríquez · Cuba · 3:35,22                |
| C1 5000 m (19.09) | Balázs Adolf · Hungría · 23:08,62                                                    | Sebastian Brendel · Alemania · 23:09,28                                                       | Kiril Shamshurin · RFC · 23:30,18                                                 |

### Femenino
| Evento            | Oro                                                                                              | Plata                                                                           | Bronce                                                                                             |
| ----------------- | ------------------------------------------------------------------------------------------------ | ------------------------------------------------------------------------------- | -------------------------------------------------------------------------------------------------- |
| K1 200 m (18.09)  | Emma Jørgensen Dinamarca 39,98 s                                                                 | Anna Lucz · Hungría · 40,71 s                                                   | Natalia Podolskaya · RFC · 40,79 s                                                                 |
| K2 200 m (18.09)  | Kristina Kovnir · Anastasiya Dolgova · RFC · 37,41                                               | Blanka Kiss · Anna Lucz · Hungría · 37,65                                       | Dominika Putto · Katarzyna Kołodziejczyk · Polonia · 37,67                                         |
| K1 500 m (19.09)  | Aimee Fisher Nueva Zelanda 1:48,08                                                               | Tamara Csipes · Hungría · 1:49,00                                               | Emma Jørgensen Dinamarca 1:49,85                                                                   |
| K2 500 m (18.09)  | Danuta Kozák · Tamara Csipes · Hungría · 1:40,52                                                 | Volha Judzenka · Maryna Litvinchuk · Bielorrusia · 1:40,70                      | Hermien Peters · Lize Broekx · Bélgica · 1:42,15                                                   |
| K4 500 m (19.09)  | Marharyta Majneva · Nadzeya Papok · Volha Judzenka · Maryna Litvinchuk · Bielorrusia · 1:32,55   | Danuta Kozák · Tamara Csipes · Anna Kárász · Alida Gazsó · Hungría · 1:32,71    | Svetlana Chernigovskaya · Yelena Aniushina · Kira Stepanova · Anastasiya Panchenko · RFC · 1:35,30 |
| K1 1000 m (18.09) | Alida Gazsó · Hungría · 3:56,04                                                                  | Lizzie Broughton Reino Unido 3:59,29                                            | Pernille Knudsen Dinamarca 4:00,32                                                                 |
| K1 5000 m (19.09) | Emese Kőhalmi · Hungría · 22:57,48                                                               | Jennifer Egan Irlanda 22:58,58                                                  | Lizzie Broughton Reino Unido 22:59,45                                                              |
| C1 200 m (19.09)  | Katie Vincent · Canadá · 46,52                                                                   | Antía Jácome · España · 46,79                                                   | Dorota Borowska · Polonia · 46,90                                                                  |
| C2 200 m (19.09)  | Patricia Coco · María Corbera Muñoz · España · 43,88                                             | Yarisleidis Duboys · Katherin Nuevo · Cuba · 43,89                              | Giada Bragato · Bianka Nagy · Hungría · 44,37                                                      |
| C1 500 m (19.09)  | María Mailliard · Chile · 2:05,09                                                                | Liudmyla Luzan · Ucrania · 2:05,77                                              | Alena Nazdrova · Bielorrusia · 2:05,86                                                             |
| C2 500 m (18.09)  | Liudmyla Luzan · Anastasiya Chetverikova · Ucrania · 1:55,85                                     | Alena Nazdrova · Nadzeya Makarchanka · Bielorrusia · 1:57,12                    | Yarisleidis Duboys · Katherin Nuevo · Cuba · 1:57,70                                               |
| C4 500 m (19.09)  | Alena Nazdrova · Nadzeya Makarchanka · Aliaxandra Kalaur · Volha Klimava · Bielorrusia · 1:48,62 | Virág Balla · Kincső Takács · Laura Gönczöl · Réka Opavszky · Hungría · 1:49,50 | Liudmyla Luzan · Olena Tsyhankova · Yuliya Kolesnyk · Anastasiya Chetverikova · Ucrania · 1:49,79  |
| C1 5000 m (19.09) | Volha Klimava · Bielorrusia · 26:18,94                                                           | Zsófia Kisbán · Hungría · 26:37,32                                              | María Mailliard · Chile · 26:39,51                                                                 |

### Mixto
| Evento           | Oro                                           | Plata                                                 | Bronce                                                    |
| ---------------- | --------------------------------------------- | ----------------------------------------------------- | --------------------------------------------------------- |
| K2 200 m (19.09) | Anna Lucz · Kolos Csizmadia · Hungría · 33,94 | Francisca Laia Messias Baptista Portugal 34,34        | Marta Walczykiewicz · Bartosz Grabowski · Polonia · 34,35 |
| C2 200 m (19.09) | Irina Andreyeva · Ivan Shtyl · RFC · 39,10    | Dorota Borowska · Michał Łubniewski · Polonia · 39,82 | Kincső Takács · Dávid Korisánszky · Hungría · 40,02       |

## Medallero
| Núm. | País            | Oro | Plata | Bronce | Total |
| ---- | --------------- | --- | ----- | ------ | ----- |
| 1    | Hungría         | 6   | 8     | 4      | 18    |
| 2    | Bielorrusia     | 4   | 2     | 2      | 8     |
| 3    | Ucrania         | 3   | 1     | 1      | 5     |
| 4    | RFC             | 3   | 0     | 5      | 8     |
| 5    | Alemania        | 2   | 2     | 1      | 5     |
| 6    | España          | 2   | 1     | 0      | 3     |
| 7    | Italia          | 2   | 0     | 1      | 3     |
| 8    | Portugal        | 1   | 3     | 0      | 4     |
| 9    | Dinamarca       | 1   | 1     | 3      | 5     |
| 10   | Suecia          | 1   | 1     | 0      | 2     |
| 11   | Chile           | 1   | 0     | 1      | 2     |
| 12   | Canadá          | 1   | 0     | 0      | 1     |
| 12   | Nueva Zelanda   | 1   | 0     | 0      | 1     |
| 14   | Polonia         | 0   | 3     | 3      | 6     |
| 15   | República Checa | 0   | 2     | 1      | 3     |
| 16   | Cuba            | 0   | 1     | 2      | 3     |
| 17   | Eslovaquia      | 0   | 1     | 1      | 2     |
| 17   | Reino Unido     | 0   | 1     | 1      | 2     |
| 19   | Irlanda         | 0   | 1     | 0      | 1     |
| 20   | Bélgica         | 0   | 0     | 1      | 1     |
| 20   | Letonia         | 0   | 0     | 1      | 1     |
| 20   | Moldavia        | 0   | 0     | 1      | 1     |
|      | TOTAL           | 28  | 28    | 29     | 85    |

1. 1 2 3 4 5 6 7 8 9  Debido a la decisión del TAS de diciembre de 2020 de suspender los entes deportivos rusos, el equipo de Rusia participa bajo la denominación «Russian Canoe Federation» y las siglas RFC.